# معهد مستقبل الحياة
معهد مستقبل الحياة (بالإنجليزية: Future of Life Institute) هو منظمة بحثية وتوعية في منطقة بوسطن، تأسست في 2014، تعمل على رصد المخاطر الوجودية التي تهدد البشرية، خاصة المخاطر الوجودية للذكاء الاصطناعي العام. أسس المعهد عالم الكونيات من إم آي تي ماكس تجمارك والشريك المؤسس لسكايب جان تالين بالإضافة إلى آخرين، وتضم المنظمة عالم الكونيات ستيفن هوكينج ورائد الأعمال إيلون ماسك في مجلس مستشاريها.
وضع المعهد رسالة مفتوحة حول مخاطر الذكاء الاصطناعي داعية إلى إبقاء الذكاء الاصطناعي آمنًا للجنس البشري، وقد وقع هذه الرسالة إيلون ماسك وستيفن هوكينج وعلماء من قسم الأبحاث في مايكروسوفت ومؤسس شركة ديب مايند العاملة بمجال الذكاء الاصطناعي والقائمون على الحاسوب الخارق واتسون التابع لآي بي إم. أصدر المعهد رسالة مفتوحة أخرى تتعلق بمخاطر الأسلحة الآلية ذاتية القيادة (بتعبيرات أخرى: الأسلحة المستقلة، الأسلحة ذاتية التشغيل) ودعت الرسالة إلى حظر تطوير الأسلحة الهجومية ذاتية التشغيل والتي تبتعد عن سيطرة البشر بشكل كبير.

## وصلات خارجية
- الموقع الرسمي

‌